# 真・女神転生III-NOCTURNE
『真・女神転生III-NOCTURNE』（しん・めがみてんせいスリー ノクターン）は、アトラスより2003年2月20日に発売されたPlayStation 2用ゲームソフト。

## 概要
『真・女神転生II』から9年ぶりに発売された、真・女神転生シリーズのナンバリングタイトルであるが、前作の直接的な続編ではなく、全く新しい世界を舞台にしている。過去作にはなかった、本当に世界や人類が「滅んで」しまった初めての作品である。前作の直接的な続編（歴史分岐）は2002年12月5日に『真・女神転生 NINE』としてXboxにて発売されている。
プロデューサーの岡田耕始曰く、テーマは「混沌からの創造（カオス）」。マニアクス版の追加シナリオでは、本編シナリオとは異なる形で、テーマが顕著に現れている。キャッチコピーは「東京が死んで、僕が生まれた」。
2004年8月5日には廉価版である「PlayStation 2 the best」として通常版が発売された。
さらに2020年10月29日、HDリマスター化された『真・女神転生III NOCTURNE HD REMASTER』がNintendo Switch / PlayStation 4版で発売され、2021年5月25日にはSteam版も発売された。

## あらすじ
200X年。都内の高校に通う主人公の少年、新田勇、橘千晶の3人は、入院している担任の高尾祐子のお見舞いに行く約束をしていた。病院へ向かう電車の中で少年は奇妙な夢を見る。やがて世界が滅び、その終わりを少年が生き抜いて行くという不思議なメッセージ。
電車の到着アナウンスで夢から目覚めた少年は「新宿衛生病院」へと向かう。しかし病院には、勇と千晶の他には受付にも病室にも人の気配は無かった。嫌な予感を抱えつつ手分けして祐子を捜す内に、主人公は地下室で妖しげな機械を操る氷川という男に殺されそうになるが、祐子に助けられる。2人はこの病院で、世界を終末に導く「東京受胎」の準備を進めていたのだった。3人の少年少女はその東京受胎に巻き込まれ、世界が滅び、姿を変えてゆく様を目にする。
受胎の凄まじいエネルギーに意識を失った少年は、謎の金髪の子供と老婆に「マガタマ」と呼ばれる不思議な生物を埋め込まれ、悪魔へと変貌してしまう。そして目覚めた時、カグツチと呼ばれる発光体の浮かぶ閉じられた異界「ボルテクス界」へと姿を変えたトウキョウの姿を目の当たりにするのだった。
人間が滅び、悪魔達が徘徊するトウキョウを、悪魔の力を得た少年は戦いながら、この世界の真相を探るべく旅していくことになる。
ボルテクス界を周り、かつての友人や祐子に再会するも、それぞれの心がもはや後戻りできない段階へと至ってしまう。そして、変革をもたらす存在として各勢力から協力を求められる主人公。天に輝くカグツチへと至る塔を前に、各々の主張する理想的世界の中から主人公が選択するのは、かつてと同じ自由か、変革された世界か、あるいは終わらぬ混沌か...。

## 登場人物
声はラジオドラマ版 / HDリマスター版でのキャスト。1つしか記載されていないものは特記ない限りHDリマスター版のキャストとする。

### メインキャラクター
主人公
声 - 千葉進歩 / 榎木淳弥
本作の主人公。都内の高校に通う普通の少年。東京受胎後、倒れていたところを老婆に連れられた子供にマガタマを飲み込まされ、その力により魔人となる。「人修羅（ひとしゅら）」とも呼ばれる。
首筋から角のようなものが生えており、人外であることが一目瞭然な模様が全身に走っている。ミロク経典にも描かれている。コトワリを持たない半人半魔の身でありながら、混沌の東京に変革をもたらす存在。
なお、『マニアクス』では、ストーリーの進め方によっては人間の心をなくし、完全な悪魔になる。
ユウコ / 高尾 祐子（たかお ゆうこ/デフォルト名/変更可）
声 - 永島由子 / 三森すずこ
主人公と勇と千晶の担任。氷川に「創世の巫女」と呼ばれている。現在の世界を憂いて氷川に協力するもその思想を受け入れられずに離反。
後に自由を司る神アラディアをその身に宿すが本人・アラディアとも無力なために主人公に頼ることになる。ただし、明確な形がないためか、コトワリに名前がない。
イサム / 新田 勇（にった いさむ/デフォルト名/変更可）
声 - 鳥海浩輔 / 江口拓也
主人公の同級生。自身の見た目を気にする傾向が強く、周りに流されやすい部分を持つ。
東京受胎後、ボルテクス界での逆境で己の非力さを嘆き、また誰も助けてはくれないと考え、アマラ経絡の住人となって力を求める。
後に全ての物事を自分の内で完結させる隔絶社会のコトワリの「ムスビ（結）」を目指す。しかし、隔絶社会を目指すと謳いながらも仲間と徒党を組む、アマラ経絡に巣食う思念体を体に寄生させる、異世界の神を呼ぶなど矛盾した行動も見える。ここから他者と全く関わらないという事ではなく、従来の社会や文明の維持などには拘泥しない精神生活の様式が垣間見える。
組織立った連携が困難なため、他勢力と比べると戦力的に不利と言える。それでも、千晶と氷川に乗じてカグツチへと至る道に到達している。
要は「自分に必要な時のみ他者を求める・他者を利用する」というある種の利己的な思想そのものが主眼となっている。
チアキ / 橘 千晶（たちばな ちあき/デフォルト名/変更可）
声 - 水樹奈々 / 上田麗奈
主人公の同級生。勝気なお嬢様であるためか、非常にプライドの高いといえる性格。
東京受胎後の世界で初めて主人公と再会しても協力しようとはせず、自分の力で混沌とした世界を一人で生き抜く決心をして旅立っていった。
創り出す力（意思）を持つものが競い合うことが最上とするコトワリ「ヨスガ（縁）」に目覚め、後にゴズテンノウからボルテクス界の王（魔丞）としての地位と力を獲得した。王の力は弱者に対する否定と搾取という形で振るわれる。魔丞となった時点で負っていた深手（右腕を失っている）を補うように異形の腕のようなものが生えて半人半魔のような姿と化しており、より強気で攻撃的な性格になっている。
暴力と弱肉強食が支配する世界を作る従来シリーズの「CHAOS」のようなコトワリにも拘らず、「LAW」の代表格である天使を配下に持つ。
ヒジリ / 聖 丈二（ひじり じょうじ）
声 - 辻谷耕史 / 前田剛
オカルト系雑誌のライター。筆名は「ヒジリ」。代々木公園で主人公に出会い、「月刊 妖（アヤカシ）」というオカルト雑誌をくれる。
東京受胎後も様々な面で主人公をサポートしてくれる。とある事情からコトワリを紡ぐことはできない。
ヒカワ / 氷川（ひかわ）
声 - 小野大輔
「サイバース・コミュニケーション」という通信大手企業のチーフ・テクニカル・オフィサー。既存の秩序や権威に囚われず世界との共存を図るガイア教徒の中でも異端の存在であり、愚かな争いを続ける世界に失望した故にミロク経典に基づき「東京受胎」を起こさせる。
東京受胎以前から悪魔を使役しており、人間の姿のままニヒロ機構なる組織の総司令としてボルテクス界に君臨する。
世界全体を静寂で覆う感情否定のコトワリの「シジマ（静寂）」を目指している。言ってみれば、一切の無駄や我欲を省いて人類を世界の歯車に帰すと言うことである。
ヨスガとは逆に欲望すら否定するLAWの権化といえるコトワリなのだが、何故か配下は人の欲望を満たし堕落させる邪神や堕天使である。

### サブキャラクター
金髪の子供と老婆
声 - 大津田裕美（子供）、丸山裕子（老婆） / 伊瀬茉莉也（子供）、久保田民絵（老婆）
黒い服に身を包んだ老婆と幼い子供の謎多き2人組。主人公に奇妙な生物（マガタマ）を植え付け、悪魔（魔人）へと変貌させた張本人。
子供は老婆に坊ちゃまと呼ばれ、老婆は顔を覆っているため顔が見えない。
ゴズテンノウ
声 - 楠見尚己
マントラ軍の長。イケブクロにある巨大な石像。石像故に動くようなことはないが、その力は強大で主人公の悪魔ストックを増やしてくれる。
フトミミ
声 - 細谷佳正
仲間のマネカタ達を束ねる予言者にしてリーダー的存在。普段は穏やかだが、仲間を傷つける者には激しい怒りを顕わにする。
マネカタは彼がコトワリを紡いでくれればいいと思っているが、それは柔弱にして横並びを由とする傾向が強く、成長意欲に欠けたものになると他勢力からは指摘されている。また、マネカタ自体がその成り立ちから創世のコトワリを紡ぐ資格を有しないとされる。『マニアクス』ではその意外な来歴と仲魔に出来る道が明かされる。
サカハギ
声 - 遊佐浩二
殺人鬼ではあるが束縛やしがらみを嫌い、強い上昇志向も持つマネカタ。
同族であるマネカタを殺害してはその顔の皮を剥がして自らの服に貼り付けている。『マニアクス』ではその意外な来歴と仲魔に出来る道が明かされる。
アラディア
声 - 三森すずこ
「偽神」と呼ばれる謎の存在で、自由を司る神であるらしい。
祐子に呼び出された際は彼女の体を通じて主人公に問いかけてくるが、その際に祐子の顔には模様が入り、首を横にかしげカクカクしながら人間とは思えぬ動きをする。
魔女たちの祈りによって生み出された形なき神であり、思想には訴えるものの実体的な力は有さない。自由とは何かということを語ってくれる。自由とは異なる価値・主義主張がせめぎ合う争いが満ちた世界であり、その「毒」を示唆する問いかけを投げかけてくる。
車椅子の老紳士
声 - 三木眞一郎
『マニアクス』で登場。アマラ深界の底に住む金髪の老紳士。主人公に「メノラー」と呼ばれる燭台の奪還を依頼する。
喪服の淑女
声 - 三森すずこ
『マニアクス』で登場。車椅子の老紳士に仕える女性。ほとんど言葉を発しない彼の代わりに主人公にメッセージを伝える。

### その他のキャラクター
バアル・アバター
声 - 上田麗奈
ヨスガの神。千晶の右腕と融合した姿で、バアルの化身。
千晶が大量のマガツヒを使って顕現させた存在である。
ノア
声 - 江口拓也
ムスビの神。アマラの異世界を漂流する孤独の神。
勇が箱舟の彷徨う連想から付けた便宜上の名前であり、本来の名があるのかすら不明。
アーリマン
声 - 小野大輔
シジマの神。四足歩行の怪物のような姿である。虚無の神と称される。
その性質はシュタイナーの人智学における唯物主義を推進する霊格に拠っている。
ベルゼブブ
『マニアクス』で登場。アマラ深界第4カルパに住む堕天使の長。主人公がルシファーに会う資格があるかどうかを試すため戦うことになる。
メタトロン
『マニアクス』で登場。大いなる意思の代行者である大天使。
ベルゼブブとは逆にルシファーの計画を阻止するために主人公に戦いを挑んでくる。
ルシファー
声 - 三木眞一郎
『マニアクス』で登場。「堕ちた天使」と呼ばれ、大いなる意思の生んだ最高の闇の力とされるもの。
金髪の子供と車椅子の老紳士にとある場所にて対面した際に姿を現し、主人公と対決する。
ダンテ
声 - 森川智之
「デビルメイクライシリーズ」の主人公。『マニアクス』で登場し、隠しダンジョンにて主人公を追いかけるイベントがある。隠しボスとして主人公と対決する。
『クロニクルエディション』では登場シーンがライドウのイベントに差し替えられている。『HD REMASTER』では有料DLC「マニアクスパック」を購入し、開始の際に「NEW GAME -マニアクス-」を選択することで登場させられる。
葛葉 ライドウ（くずのは ライドウ）
声 - 杉田智和
『デビルサマナー 葛葉ライドウ 対 超力兵団』および『デビルサマナー 葛葉ライドウ 対 アバドン王』の主人公。『クロニクルエディション』でゴウトと一緒に登場する。イベントや対決の内容はダンテと同じである。『HD REMASTER』では無料DLC「クロニクルパック」をダウンロードし、開始の際に「NEW GAME -クロニクル-」を選択することで登場させられる。
ゴウト / 業斗 童子（ごうと どうじ）
声 - 中田譲治
『デビルサマナー 葛葉ライドウ 対 超力兵団』および『デビルサマナー 葛葉ライドウ 対 アバドン王』の登場人物。『クロニクルエディション』および『HD REMASTER』でライドウと一緒に登場し、主人公と対決する。

## 制作
「女神転生シリーズ」全体としての既存作では、バトルシステムに「コマンドバトル」が採用されてきたが、本作品からは後のシリーズ作品でも定着した「プレスターンバトル」が初めて導入された。従来の「コマンドバトル」は、アクションゲームのような複雑な操作を要しないため、世代を問わず楽しめる一方で、単調な戦闘になりやすくもあった。本作品では、この「コマンドバトル」の簡単な操作という利点を活かしつつ、味方の所有するスキル属性と敵の弱点の相性、クリティカル攻撃といった有利な条件を引き出すことで、味方の行動回数を増やす目的を与え、単調さの解消が試みられた。一方的な攻撃の心地よさは、弱点を狙う戦略的要素だけではない魅力的なシステムとして、ユーザーに大きな衝撃を与えたとされる。ただし、弱点のある味方の存在は、敵側の恩恵として脅威にもなるために、一定の緊張感を促している。

## 音楽
『デビルサマナー ソウルハッカーズ』や『魔剣X』の目黒将司を中心としており、PS版『真・女神転生』シリーズのアレンジや『女神異聞録ペルソナ』、『ペルソナ2』を担当した土屋憲一、同じく『ペルソナ2』、『デビルサマナーシリーズ』を担当した田崎寿子が共同で作曲を担当。それまでシリーズの音楽を担当していた増子司は参加していない。
サウンドディレクターを務めた目黒はサントラのライナーノーツで「増子サウンドの模倣にするかなどの議論も交わされたが、模倣はオリジナルを超える事は無い、より良い新しいものを作る努力をしようという結論に達した」と記述している。「ギンザ」や「戦闘」などの曲がアレンジとして流れている。
後年に発売された「女神転生シリーズ」の派生作品『真・女神転生 DEEP STRANGE JOURNEY』（3DS用、アトラス、2017年）初回限定版の同梱CD『真・女神転生 レアサントラ＆メモリアルアレンジトラックス』として、外部コンポーザーがアレンジしたDISK5「Outside」には、古代祐三による「邪教（煌天）」・サカモト教授による「通常戦闘～街～」、アトラス所属のサウンドコンポーザーがアレンジしたDISK6「Inside」には、目黒将による「大マップ～現実世界～」が収録された。

## システム
マガタマ
前作までの主人公は「人間」であったが、本作での主人公は「悪魔」である。武器や防具を装備することができず、人間には効かない「ハマ」系の魔法を食らうようになっている。その代わりとして「マガタマ」と呼ばれる悪魔の力が結晶化したものを付け替えることで主人公の耐性を変化させたり、パラメータを上昇させることで能力に性格付けをしていく。さらにレベルアップ時に装着しているマガタマ以上のレベルになればスキルを習得できる。次のスキルが習得可能なレベルになっているマガタマは一覧上で活性化しているのが分かるようになっている。
コンピュータを使わずとも他の悪魔と会話して仲魔にすることができる能力を持っており、外道などの会話が成立しないタイプの悪魔とは「ジャイヴトーク（身振り）」というスキルがあればコンタクト可能であるが、邪神などジャイヴトークでも会話不可能な悪魔もいる。
成長する仲魔
前作までは仲魔（仲間の悪魔）のレベルは一部の作品を除き決して上昇しなかったが、本作では主人公同様に仲魔（仲間の悪魔）も経験値を得てレベルアップしていく。レベルが上がるとパラメータが上昇し、新たなスキルを入手することもある。レベルが上がることによって、より上位の別種の悪魔へ変異するものもいる。どの悪魔が変異するのかは特定のアイテムを使えば把握できる。
悪魔合体
悪魔合体システムでは、イケニエ合体が導入されている。イケニエ合体は従来のシリーズでいうところの3身合体に似ている。2身合体にイケニエと呼ばれる3体目の仲魔を追加し、2身合体で誕生する仲魔を最初から成長した状態で作り出すことができる。また、特定の仲魔を選ぶことでしか作り出せない悪魔も存在する。実行できるのは煌天時のみである。さらに呪い状態で合体を行うと合体テーブルが呪い合体という特殊な合体パターンに変化する。HD REMASTERにおいてはアップデートにより継承スキルを任意で選択できるようになった。
悪魔全書
今までに作り出したもしくは交渉で仲魔にした悪魔が登録されるデータ集で、邪教の館でのみ利用できる。登録した仲魔は一定のマッカ（悪魔達の使う通貨）を支払うことで登録されているステータスで呼び出すことができる。登録されていない悪魔を作り出したり仲魔にした場合、その時点でのステータスで保存される。既に登録されている悪魔で、ステータスの違う悪魔を仲魔にしている場合は全書を更新することができ、現在連れている仲魔のステータスを保存することもできる。
プレスターンバトル
戦闘における新システム。このシステムは敵・味方それぞれのターンにキャラクターの数だけプレスターン・アイコンというものを割り当て、その個数分だけ行動できるようにしたものである。相手の弱点を突いたり何もせずに次のキャラクターに回したりすると、プレスターン・アイコンの消費量が抑えられ、より多くの行動を取ることができるようになるので有利になる（通常の上限は、参戦人数×2回）。逆に攻撃を無効化されたり吸収されたりするとアイコンが大量に消費されるので、行動できる回数が減って不利になり、最悪の場合プレイヤーが何もできないまま全滅してしまうことさえある。
このシステムの採用により通常戦闘においても些細な油断が即死に繋がるというスリルと、かつテンポを失わない軽快なバトルが楽しめるようになった。なお、ボス級悪魔と一部の敵悪魔のみ、｢○○の眼光｣というプレスターンアイコンを増加させるスキルを使用できる。
ゲームオーバー
主人公が死亡、味方全員が石化状態になるとゲームオーバー。従来のシーンとは違い、無数の天使が力尽きた主人公に向かって降りてくるムービーが流れ、その後タイトル画面に戻される。
悪魔によるコンタクト
主人公が悪魔であるためか、仲魔もコンタクトを実行できる。お互いの口調・性別及び所持している会話スキル（後述）によって、有効な組み合わせが異なる。
会話スキルの追加
コンタクトをする際に選択する、「コンタクトの仕方」を示すスキル。金品のみを要求したりするものや決裂を回避したりなど、様々な種類がある。
フルポリゴン
『真・女神転生 NINE』や『真・女神転生V』と同様、完全3Dに変更されており、戦闘画面でも味方パーティが表示されるようになった。

## 用語
ボルテクス界
「東京受胎」によって東京が変化した姿。球体の内側に地面が張り付いているような世界で、中央にカグツチと呼ばれる発光体が浮かんでいる。
一面砂漠に覆われ、黒い地割れが点在し退廃的で崩壊した世界を思わせるが、人類の文明意識の残滓か、「金銭」という文明的な概念があるだけでなく、建築物には電気も通り、ギンザには噴水が動いていたりもする。
カグツチ
声 - 藤原啓治
本作の最終ボス。ボルテクス界の中央に浮かぶ発光体で、一定の周期で満ち欠けを繰り返す。今までのシリーズでいう月の役割を果たし、その満ち欠けで悪魔の感情の上下を変化させる。最も輝きが弱い時を"静天"、最も輝きが強い時を"煌天"とそれぞれ呼ぶ。
煌天時は逃走確率やボス敵の行動パターン、イベントなどに作用し、邪教の館ではイケニエ合体が行える。ただし、合体事故なども起きやすくなり、悪魔は理性を失ってコンタクト不可能になる。
ボルテクス界の管理者たる存在でもあり、コトワリを持つものがカグツチの元まで到達したら、そのコトワリを世界のルールとして適用できるが、認めない場合は倒さなければ適用できない。
思念体
「東京受胎」によって命を落とした者の魂と言うべき存在。普通に会話できるだけでなく、実体を失っても人間的な個性や感情を持つ。
マガタマ（禍魂）
悪魔の力が結晶化されたもの。まるで幼虫のようであり、活性化するとぴくぴくと蠢く。これに寄生された人間は悪魔に姿を変えると言われており、主人公がこれに寄生されて「人修羅」と化した。適性が無い場合は死に至る。
マネカタ（真似形）
人間に似せて、アサクサの泥で作られたボルテクス界の弱者。製作スタッフによると「ケータイは持っていない現代人」がイメージモチーフ。 立場的には限りなく家畜のような存在だが、フトミミやサカハギのように強力な突然変異体もいる。カテゴリは「擬人」。後に千晶の引き起こすジェノサイドの対象となる。感情を核にして形成され、思想という概念を持てない性質のため、コトワリを紡げない。東京受胎前の人々との意外な相関関係が後に明かされる。
マガツヒ（禍つ霊）
意識存在が持つ精神エネルギーで、苦痛を与えたりすると放出される。空間にも一定量存在する。過去のシリーズにおけるマグネタイトに近く、悪魔はこれを必要としている。赤く小さいオタマジャクシのような外見。大量に吸い取られると死に至る。人間やマネカタからは特に質の良いものが採取でき、カブキチョウにある捕囚所ではマネカタが日々拷問されたり、後に捕らわれる勇も辛酸を舐める事になる。東京受胎において、創世主候補（新宿衛生病院内にいた人間）以外の全ての人間はマガツヒに分解されて命を落とす。
コトワリ（理）
世界のあり方を端的に示す理念のようなもの。「受胎」によってボルテクス界となった東京は「コトワリ」を示すことによって新たな世界へと生まれ変わることができる、とされる。ゲーム中には異なる「コトワリ」を持つ複数の人物が登場し、主人公がどの「コトワリ」を選ぶのかが物語の結末を左右する。基本的に異なるコトワリの主は脱落させねばならず、複数のコトワリで創世するという選択肢はない。過去のシリーズにおけるLaw-Neutral-Chaosの属性に近い概念といえるが、ムスビは「自己内完結」、シジマは「整然たる全体主義」、ヨスガは「上昇志向至上」という形で今までの概念をさらに尖らせた物になっている。
アマラ深界
『マニアクス』で追加されたダンジョン。「アマラ経絡」というマガツヒの流れる道の最深部に存在する世界であり、5つのカルパと呼ばれるエリアで階層化されている。各カルパ間は"穴"と呼ばれる管のようなもので繋がっており、主人公がより深い場所のカルパへ進むためにはメノラーを捧げなければならない。アマラ深界の悪魔達はある目的のために行動している。
アマラ宇宙
大いなる意思のもとに定められたアマラの摂理。カグツチとは創世を成すための光であり、創世とは今までの世界の滅びと引き換えに新たな世界を誕生させること。広大なるアマラ宇宙の中で創世が為されているのは東京のボルテクス界だけではなく、アマラ宇宙においては無数の世界が存在し、滅びを迎えるとカグツチ的存在を含んだボルテクス界となり、新たな世界が生まれている。アマラ深界を進んでいくことで喪服の淑女から情報が告げられ、東京のボルテクス界も「箱庭」のひとつとされている。
アマラ転輪鼓（てんりんこ）
ミロク経典を手にした氷川により復元された、アマラ宇宙に繋がり、情報を読み解くための道具。ゲーム内ではセーブとエリア間転送を行うターミナルとして機能し、ボルテクス界各所に存在する。デザインは マニ車が元になっている。
メノラー
車椅子の老紳士から奪還を依頼される燭台。依頼された時点では、その役割についての詳細や奪還の理由などは明らかになっていない。アマラ深界のより深い階層へ移動するための扉を開く時に必要となる。
魔人
人間と悪魔の2つの例面を持つ者または悪魔達の中でも"死をもたらす事"に特化し、それを存在意義とする者達の総称。かつて人間だったが何かに身も魂も捧げた存在から、旧約聖書の黙示録にまつわる存在など様々で、車椅子の老紳士からメノラーを奪って姿を隠している。

## スキル
『真・女神転生II』など従来のシリーズでの魔法とEXTRA（特殊攻撃）は、本作では総合して「スキル」と呼ばれるようになった。スキルには従来のシリーズにもあった攻撃系スキル、回復系スキル、補助・特殊系スキルの他に、新たに自動効果型スキル、会話スキルが加わった。これらは悪魔合体によって継承させることも可能。本項目ではその一例を挙げて解説する。
攻撃系スキル
さまざまな攻撃を行うためのスキル。攻撃属性によって「物理属性」「火炎属性」「氷結属性」「電撃属性」「衝撃属性」「破魔属性」「呪殺属性」「万能属性」「魔力属性」「神経属性」「精神属性」「自爆属性」に分類される。このうち、「物理属性スキル」のみ使用者のHPを減らして攻撃を行う特性を持つ。それ以外の属性は基本的にMPを消費して敵にダメージを与える。
- アギ 火炎属性で敵1体を攻撃し、ダメージを与える。MPを3消費。
- ブフ 氷結属性で敵1体を攻撃し、ダメージを与える。MPを3消費。凍結（FREEZE）の追加効果。
- ジオ 電撃属性で敵1体を攻撃し、ダメージを与える。MPを3消費。感電（SHOCK）の追加効果。
- ザン 衝撃属性で敵1体を攻撃し、ダメージを与える。MPを3消費。
- 突撃 物理属性で敵1体に攻撃する。通常攻撃より威力が高い。HPを最大値の10%消費する。
- 暴れまくり 敵複数体に物理属性で攻撃する。同じ敵に複数回ダメージを与えることがある。HPを最大値の13%消費する。
- ファイアブレス 敵複数体に炎の息を吐きダメージを与える火炎属性スキル。MPを9消費する。
- ブフダイン ブフの上位魔法。敵1体に氷でダメージを与え、氷結 (FREEZE) させる氷結系魔法スキル。MPを10消費する。
- メギド あらゆる敵にダメージを与える万能属性魔法スキル。反射・吸収・無効化されることがない。MPを30消費する。

回復系スキル
HPを回復したり、状態異常を治療したり、死亡状態から蘇生させるコマンドスキル。
- ディア 味方1体のHPを小回復させるシリーズおなじみの魔法。MPを3消費。
- ポズムディ 味方1体の毒 (POISON) 状態を治療する。MPを5消費。
- リカーム DEAD状態の味方1体を復活させる。MPを20消費。

補助・特殊系スキル
敵の攻撃力を低下させたり、バッドステータスにしたり、敵の能力を分析したりといった特殊なコマンドスキル。
- タルンダ 敵全体の攻撃力を低下させるシリーズお馴染の補助魔法。
- スクカジャ 味方全体の命中率と回避率を上昇させる補助魔法（回避率上昇効果は本作から追加された）。
- マカジャマオン 敵全体に対してスキルを封じる魔封 (CLOSE) 状態にする魔法をかける。
- リフトマ 次の静天までの間、移動時にダメージゾーンから受けるダメージを無効化する。
- アナライズ 敵一体のHP・MP・耐性を調べる。

自動効果型スキル
コマンドなどで使用せず、スキルを所持しているだけで効果があらわれるスキル。HPの最大値を上昇させたり、ダメージを軽減したりする。
- 一分の活泉 HPの最大値が10％アップする。
- 一分の魔脈 MPの最大値が10％アップする。
- 会心 通常攻撃時にクリティカルヒットが出やすくなる。
- 吸収攻撃 通常攻撃時に与えたダメージの一部を吸収して自分のHPに加える。
- 反撃 物理属性ダメージを受けた際に、一定の確率で物理属性による反撃をする。
- 火炎高揚 火炎属性攻撃をダメージを1.5倍にする。他にも「氷結高揚」「電撃高揚」などの種類がある。
- 耐物理 物理属性のダメージを1/2に抑える。他にも「耐火炎」「耐呪殺」などの種類がある。

会話型スキル
本作では会話スキルを持っていれば仲魔も会話交渉を行うことができる。会話相手の悪魔によって有効な会話スキルが変わってくる。
- 誘惑 お色気で誘うコマンド型の会話スキル。若い女性タイプの悪魔が男性型の悪魔に使うと効果テキメン。
- 恐喝 金品を脅し取るコマンド型の会話スキル。使用する悪魔のレベルがある程度相手より高くないと成功しない。
- 引き止め 会話の途中で帰りそうになった時に引き止めてくれる補助型の会話スキル。
- 執り成し 交渉中に怒らせてしまった相手を静めてくれる補助型の会話スキル。
- 同族のよしみ 同じ種族の仲魔と交渉している時に、交渉が成功しやすくなる補助型の会話スキル。
- 洗脳 レベルが10以上上回ってさえいれば、種族や口調など一切無視して仲魔勧誘を有利に運べるという、コマンド型スキル。
- 脅し 交渉中迷っている相手に承諾を促す補助型の会話スキル。子供タイプの悪魔に特に有効。

主人公専用スキル
本作で初適用され、主人公にしか使用できないスキル。HP消費型スキルが多い。他のスキルと違い、細かいモーションが設けられている。
- マグマ・アクシス 両腕から爆炎を放ち焼き尽くす。HP消費型のスキルであるが、性質は限りなく魔法に近いという特殊なタイプ。
- 死亡遊戯 光の剣で敵全体を居合い切る。クリティカル率が高い。
- 螺旋の蛇 力を溜めて、雷を伴った閃光を叩き込む。単体物理攻撃だが主人公専用スキルの中ではトップクラスの威力を誇る。後のペルソナシリーズでは大天使サタンの所持スキルとなっている。
- 地母の晩餐 地割れを引き起こして敵全体に大ダメージを与える。コストが多いが強力である。
- 至高の魔弾 体を後ろへと反らし力を溜め、敵に向かって万能属性の光線を撃ち出す。補助スキルと併用すると驚異的な単体攻撃手段となる。目から光線を放っているように見える。
- ジャベリンレイン ローリングソバットを繰り出して敵パーティに無数の光の槍を蹴り込む。相手に魔封効果を付着出来ることがある。
- ゼロス・ビート 体を屈めてから全身を発光させ、無数の光弾を敵パーティに向けて放つ。相手に麻痺効果を付着出来ることがある。
- 破邪の光弾 左腕を前方に構え右腕で支え、光を掌に集めて、敵単体に向けて光弾を放つ。コストが少なく使用しやすい。

## 悪魔
本作では通常出現する悪魔、仲魔となる悪魔は以下の種族に分類されている。
LIGHT属性の悪魔は敵として出現せず、合体などで仲魔にすることができる。NEUTRAL属性とDARK属性の悪魔は敵として出現した際に会話で仲魔にすることができる。
マニアクスでは新たな種族として「魔人」が追加されており、「マタドール」などが属している。
- 属性：LIGHT
  - 魔神、女神、破壊神、地母神、鬼神、聖獣、精霊、御魂
  - 大天使、軍神、幻魔、龍神、神獣、霊鳥、威霊
- 属性：NEUTRAL
  - 妖魔、妖精、天使、堕天使、龍王、魔獣、地霊、妖鬼、鬼女、夜魔
  - 擬人
- 属性：DARK
  - 邪神、魔王、妖獣、幽鬼、外道、凶鳥、魔人

## パッケージの違い
何種類か異なるパッケージが出ている。ゲーム内容は「マニアクス」以外同じ。
真・女神転生III-NOCTURNE（通常版）
青い背景に主人公の顔が大きく描かれたパッケージ。DVDのレーベルはマガタマ。
真・女神転生III-NOCTURNE（ツタヤオリジナル版）
白い背景に横向きの主人公の上半身が描かれたパッケージ。DVDのレーベルは主人公たちのピクチャーレーベル。
ツタヤとのタイアップ企画により、独自のパッケージで発売された。
真・女神転生III-NOCTURNE（デラックスパック）
大きな赤いパッケージ。ゲーム中に登場するのと同じデザインの宝箱、香炉、お香、サントラCDが付属。
真・女神転生III-NOCTURNE（PlayStation 2 the Best）
通常版と同じ青い顔のイラストだが、「PlayStation 2」の部分は黄色の帯で「青い主人公の顔」は灰色（グレー）の枠に囲まれている。価格が安くなっている廉価版。
真・女神転生III-NOCTURNE マニアクス
銀色のパッケージで、ロゴにもマニアクスと書いてある。DVDのレーベルは手を交差させた主人公。
ゲーム内容にも大きな追加・変更が加えられている。ただし、後述（マニアクスの項）の通り軽微なプログラムミスが有るが、ストーリーの進行上に大きな問題は無いため、1度行われた再販でも修正されていない。
デビルサマナー 葛葉ライドウ対アバドン王 Plus（真・女神転生III-NOCTURNE マニアクスクロニクル同梱）
ライドウと主人公の攻防がうかがえるパッケージ。本作と『デビルサマナー 葛葉ライドウ 対 アバドン王』の入った二枚組。
基本的な部分はマニアクスと同じで「取扱説明書」も全く同じだが、登場するダンテに代わりライドウが登場する。また、マニアクス版にあったセリフ間違い（脚本プログラム）等の訂正が行われている。一応、プログラム上は「マニアクスの完全版」である。
DVDのレーベルデザインもマニアクスと同じ手を交差させた主人公だが、「マニアクス」のロゴのとなりに「クロニクルエディション」のロゴが付け加えられている。
真・女神転生III NOCTURNE HD REMASTER
金色の背景に主人公の顔が大きく描かれたパッケージ。

## ラジオドラマ版
『水樹奈々 スマイルギャング』内で放送され、後にドラマCD化された。2003年4月23日発売。人修羅の名前は「嘉嶋尚紀（かしま なおき）」と設定されている。

### ラジオドラマ版でのオリジナルキャラクター
沖浦 涼吾（おきうら りょうご）
声 - 水島大宙
ラジオドラマ版の主人公。クラスメイトに虐められていたが、尚紀達と関わるようになってからは虐めが沈静化する。
担任の祐子が入院した新宿衛生病院の不穏な噂を知り、見舞いに行った千晶を心配して病院へ向かった直後に東京受胎が発生する。
子供と老婆に悪魔の力を与えられ「ただ、この手で千晶を守りたい」という一心で悪魔を虐殺し更なる強さを求めていたが、ヨスガのコトワリに目覚めた千晶に拒絶されて思念体に変化した。

## 小説版
富士見書房の富士見ミステリー文庫より2003年4月に発売された。作者は吉村夜、イラストは金田榮路。

## 真・女神転生III-NOCTURNE マニアクス
『真・女神転生III-NOCTURNE マニアクス』（しん・めがみてんせいスリー ノクターン マニアクス）は『真・女神転生III-NOCTURNE』に追加要素を加えた期間限定生産のソフト。ファンの要望により一度だけ、2005年2月10日に再発売が行われた。後に一部データが差し替えられた『真・女神転生III-NOCTURNE マニアクス クロニクルエディション』が発売された。
タイトルの「マニアクス」は『真・女神転生III』を何周もプレイしているマニアックなユーザーが多かったため、そういったヘビーユーザー達のために作られたことに由来している。追加された要素が多く、前作と比べてクリアまで時間がかかるようになっているため、ディレクターの山井は『真・女神転生III-NOCTURNE マゾヒスト』という名前にしようかと思ったくらいだと冗談めかして語っている。キャッチコピーは「悪魔は2度生まれる」。

### システムの変更点
- シナリオに新しいボスが追加されており、新しいダンジョン「アマラ深界」へと行けるようになった。アマラ深界では本編の「新世界創造」とは違った「神と堕天使の戦い」が描かれ、新たにエンディングや悪魔が追加された。
- カプコンの「デビルメイクライシリーズ」の主人公であるダンテが主人公たち悪魔を狩るデビルハンター（魔人）として、メーカーの壁を越えたゲストとして登場している（『デビルメイクライ3』では、逆に真・女神転生シリーズのキャラデザイナーである金子一馬がデザインを提供している）。
- 倒したボスと再度戦える「墓標の間」が追加された。
- 主人公専用物理スキルが改良された。
- どこでもロードコマンドや2周目での特殊イベントが追加され、ゲームバランスにも調整が加えられている。
- 難易度にHARDモードを選択できるようになった。
- セーブデータの継承が出来るようになった。セーブデータを読み込ませることで、作成した仲魔を5体だけ継承したり（思い出の悪魔）、通常版のクリア周回数により主人公のパラメータにボーナスが追加される。

### クロニクルエディション
2008年10月23日発売の『デビルサマナー 葛葉ライドウ 対 アバドン王』の初回版（葛葉ライドウ 対 アバドン王Plus）にて『真・女神転生III-NOCTURNE マニアクス クロニクルエディション』（しん・めがみてんせいスリー ノクターン マニアクス クロニクルエディション）として付属し、再発売された。
ダンテの登場パートが自社キャラクターであるライドウに全て差し替えられての再構成となり、一部イベントやムービーが変更されている。オープニングは通常版の『真・女神転生III-NOCTURNE』と同じムービーに戻ったものの、本編そのものは『マニアクス』とほぼ同じ仕様。細かな変更点として、とある場所の宝箱を開けると同じアイテムが入った別の場所の宝箱が開いた事になってしまっていたバグの修正や、特定のルートでのみ戦えるボスの行動パターンの強化、とあるボスが語りかけてくるシーンにおいてグラフィックが入れ替わっている等が挙げられる。
通常版か『マニアクス』のどちらかのセーブデータから仲魔をランダムで5体引き継ぐ事が出来る。ただし、全書そのものや周回数は引き継がれない。

## 真・女神転生III NOCTURNE HD REMASTER
『真・女神転生III NOCTURNE HD REMASTER』（しん・めがみてんせいスリー ノクターン エイチディー リマスター）は2020年10月29日にNintendo Switch / PlayStation 4用ソフトとして発売された。グラフィックの向上、イベントシーンのボイスなどが追加されている。ゲーム内容は「マニアクス クロニクルエディション」に準拠。キャッチコピーは「2020年、少年は再び悪魔になる」。2021年5月25日にSteamにて、Microsoft Windows版が配信開始。なお、「真・女神転生」シリーズとしては初のSteam版である。

### ダウンロードコンテンツ
2020年10月29日配信
- 新難易度追加（無料コンテンツ）

NORMALより低難易度となるMERCIFULが選択可能。
- マニアクスパック

葛葉ライドウの登場シーンをダンテに戻した「NEW GAME -マニアクス-」が選択可能。
- 坊ちゃまの情け

レベルアップ用アイテムが稼げる専用マップが追加。
- 主の期待

マッカ換金アイテムが稼げる専用マップが追加。
2020年11月5日配信
- ボルテクス界BGM変更パック1

BGMを『真・女神転生』のものに変更可能。
- ボルテクス界BGM変更パック2

BGMを『真・女神転生II』のものに変更可能。
- ボルテクス界BGM変更パック3

BGMを『真・女神転生IV』のものに変更可能。
- ボルテクス界BGM変更パック4

BGMを『真・女神転生IV FINAL』のものに変更可能。

## スタッフ
オリジナル
- エグゼクティブプロデューサー - 原野直也
- プロデューサー - 岡田耕始
- クリエイティブディレクター - 金子一馬
- ディレクター - 橋野桂
- シナリオライター - 礒貝正吾、木村央志
- メインプログラマー - 大山智
- チーフデザイナー - 北野誠
- メインコンポーザー - 目黒将司
- イベントプランナー - 小森成雄、山井一千
- システムプランナー - 金田大輔、木戸梓、田中裕一郎、平田弥
- フィールドプランニングディレクター - 山井一千
- フィールドプランナー - 渡邊龍也、伊東大輝、大場亜希、是永真也、宇田洋輔
- システムプログラマー - 石塚路志人
- フィールドプログラマー - 大山智
- バトル&イベントプログラマー - 細谷友博
- エフェクトプログラマー - 新居田俊行
- インターフェースプログラマー - 池田高明、ながいやすあき
- CGツールプログラマー - 高野正也
- イベントシーンディレクター - 和田和久、籔田達也
- イベントアートディレクター - 副島成記
- イベントデザイナー - 和田和久、前田直哉、薄田無門、みやはらしん、えとうゆうすけ、よしもとよしのり、かとうけいこ
- フィールドデザインディレクター - 石田栄司
- フィールドデザイナー - 土居政之、横路ゆかり、園山亜紀、深澤修児、三浦勝己、みずのたくみ、ささもりみつる、青柳拓、宮原佳子
- バトル&エフェクトデザイナー - 古東晃子
- エフェクトデザイナー - 鈴木正勝、横田章弘
- インターフェースデザイナー - 須藤正喜
- デビルグラフィックデザイナー - 北野誠、沖田香織、九鬼大輔 、田中剛、馬籠浩平、よしもとよしのり
- デビルモーションディレクター - まつもとたくや、さきもとゆうじ
- デビルCGスーパーバイザー - 白石恵
- デビルCGコーポレート - デジタル・メディア・ラボ、白組
- キャラクターCGコーポレート - AVANT
- サウンドクリエイター - 田崎寿子、土屋憲一

マニアクス
- エグゼクティブプロデューサー - 原野直也、山本純
- プロデューサー - 岡田耕始
- クリエイティブディレクター - 金子一馬
- ディレクター - 山井一千
- シナリオライター - 礒貝正吾、小森成雄、山井一千
- チーフプログラマー - 大山智
- チーフデザイナー - 石田栄司
- デザインスーパーバイザー - 北野誠
- メインコンポーザー - 目黒将司
- スーパーバイザー - 橋野桂、横山秀幸